# Вид на вбивство (фільм)
«Вид на вбивство» — 14-й фільм про англійського суперагента Джеймса Бонда. Екранізація однойменної новели Яна Флемінга. Вперше представлений 22 травня 1985 року.

## Сюжет
Бонд виконує чергове завдання в Сибіру — він шукає мікрочип, який не зміг довезти інший агент (003), оскільки того вбили. Бонд забирає мікрочип і, тікаючи від радянських військових, вдало ховається. Після повернення 007 до Англії, Q аналізує мікрочип і повідомляє M, Бонду і міністрові оборони, що мікросхема, знайдена Бондом, повністю ідентична іншій, яку випустила компанія Zorin Industries, якою керує колишній агент КДБ, а нині успішний західний промисловець, затятий антикомуніст Макс Зорін.
Бонд, Маніпенні, M і Q вирушають на кінські перегони, де часто з'являється Макс Зорін. На їхніх очах Пегас, жеребець Зоріна, виривається вперед на самому фініші, приносячи йому перемогу. Як виявляється, цей кінь перемагає на перегонах уже не вперше і щоразу виривається вперед на фінішній прямій. Проте численні експертизи не можуть виявити жодних слідів допінгу.
У Парижі, в ресторані на Ейфелевій вежі Бонд зустрічається з французьким детективом, Обержіном, який розслідував справу з конем Зоріна. Проте просто під час вечері детектива вбивають. Бонд переслідує вбивцю, але тому вдається втекти.
Від детектива Бонд дізнається, що Зорін проводить торги у стайнях свого маєтку. За допомогою Ґодфрі Тіббета, експерта з коней, 007 дістає запрошення на торги, куди прибуває під ім'ям Джеймс Сент-Джон Смайт разом із Тіббетом. Вони проникають у таємну стайню Пегаса, де знаходять розгадку успіху — просто посеред перегонів під управлінням мікрочипа коневі вводиться речовина, яка знімає втому. Та невдовзі Бонда викриває Мейдей, помічниця Зоріна. Вона вбиває Тіббета, але Джеймсові вдається вижити.
007 вирушає до Сан-Франциско, куди полетів на своєму дирижаблі Макс Зорін. Там Бонд зустрічає Чака Лі, агента ЦРУ. Той повідомляє, що, можливо, Зорін є продуктом генетичних експериментів нацистської Німеччини. Доктор Карл Мортнер (тоді Ганс Ґлауб), який нині працює із Зоріном, проводив у нацистських концтаборах експерименти зі стероїдами. В результаті діти народжувалися геніями, але психопатами.
Незабаром Бонд дізнається про кінцевий план Зоріна в Сан-Франциско — той планує влаштувати кілька потужних підземних поштовхів, які здатні знищити Кремнієву долину, а разом із нею і весь науково-технічний потенціал США, тим самим зробивши свою компанію абсолютним монополістом на світовому ринку. Але Бонд із допомогою своєї нової подружки, геолога Стейсі Саттон зриває плани Зоріна і запобігає катастрофі.

## В ролях
- Роджер Мур — Джеймс Бонд
- Крістофер Вокен — Макс Зорін
- Таня Робертс — Стейсі Саттон
- Грейс Джонс — Мейдей
- Роберт Браун — M
- Лоїс Максвел — Міс Маніпенні
- Десмонд Ллевелін — Q
- Джеффрі Кін — Фредерік Ґрей (міністр оборони)
- Вальтер Готелл — Генерал Гоголь
- Патрік Макні — Сер Ґодфрі Тіббетт
- Патрік Бошо — Скарпін
- Девід Йіп — Чак Лі (агент ЦРУ)
- Фіона Фуллертон — Поля Іванова
- Меннінг Редвуд — Боб Конлі
- Віллоубі Грей — Доктор Карл Мортнер
- Елісон Дуді — Джені Флекс
- Дольф Лундгрен — Венц
- Мод Адамс - жінка в натовпі у Ворфі (камео)

## Відзнаки та нагороди
- Премія «Бембі» у категорії «Найкращий іноземний фільм», 1985[3];
- Премія «Золотий глобус» у категорії «Найкраща оригінальна пісня», 1986[4][5].